# Andreas Decker
Andreas Decker, född den 19 augusti 1952 i Zwickau i Tyskland, är en östtysk roddare.
Han tog OS-guld i fyra utan styrman i samband med de olympiska roddtävlingarna 1980 i Moskva.